# Le Mesnilbus
Le Mesnilbus est une ancienne commune française du département de la Manche et de la région Normandie, peuplée de 367 habitants, devenue commune déléguée à partir du 1er janvier 2019 au sein de la commune nouvelle de Saint-Sauveur-Villages.

## Géographie
La commune s'inscrit dans le parc naturel régional des Marais du Cotentin et du Bessin.
Elle se compose d'un bourg principal (Mesnilbus) et de plusieurs hameaux : la Billardière, l'Hôtel ès Jeune, Village de la Sellerie, Village Camplain, Village du Bocage, l'Hôtel Bourguet, Village de la Roserie, l'Hôtel Vallerand, Village de la Vagerie, l'Hôtel Jouvet, la Vallée, la Cour de Mesnilbus, la Meslière, l'Angerie, le Val, l'Hôtel Couteur, la Clergerie, les Champs Benoist, l'Hôtel Hannot, l'Hôtel Vallée, l'Hôtel Périers, la Troudière, Village de la Vasselière.
Elle est bordée à l'ouest par le ruisseau de la Liotterie.

## Toponymie
Le nom de la localité est attesté sous la forme Mesnillum-Buye sans date.
L'ancien nom, Mesnil Bos, voulait dire le « domaine de Bozo » (nom germanique). 
Le gentilé est Mesnilbuais.

### Micro-toponymie
À l'origine, les hameaux en Y-ère/-erie désignaient la ferme de la famille Y, bâtie sur les nouvelles terres issues des grands défrichements (XIe – XIIIe siècle). 
Les essarts prennent le nom des défricheurs, suivi de la désinence -erie ou -ière.
Les autres hameaux en Hôtel/Maison/Le Y sont des constructions plus « récentes », ils désignent la ferme de la famille Y.
Les noms de lieux-dits qui se déclinent en Hôtel suivi d'un nom de personne (formulation qui se retrouve de façon très importante dans le Centre-Manche, dans deux anciens cantons limitrophes du Calvados et de façon marginale dans l'Orne) correspondent vraisemblablement à des lieux issus du défrichement intense connu aux XIIIe et XIVe siècles.

## Histoire
L'histoire médiévale et jusqu'au milieu du XIXe siècle du Mesnilbus ainsi que des autres communes du canton de Saint-Sauveur-Lendelin, a été synthétisée dans l'Annuaire du département de la Manche.

### Moyen Âge
Dès le début du XIIIe siècle, les barons de Creully tenaient le fief du Mesnilbus.
On trouve, en 1406, messire Guillaume de Vierville de Beuvron, chevalier, seigneur du Mesnilbus, de Monthuchon et de Creully. Après lui, Charles d'Harcourt, baron de Beaufou, Beuvron et du Mesnilbus. Il fut écuyer tranchant du roi Charles VIII, et combattit à la bataille de Ravenne. Il avait épousé, en 1497, Jacqueline de Vierville, dame de Creully ; c'est par ce mariage que la seigneurie du Mesnilbus, qui dépendait de celle de Creully, est entrée dans la famille d'Harcourt. 
Vingt cinq fiefs roturiers existaient dans la paroisse.

### Temps modernes
La paroisse du Mesnilbus formait une baronnie dont-il existait des aveux à la Chambre des comptes de Normandie. On trouve des lettres patentes du roi, à la date de 1676, par lesquelles sa Majesté veut qu'à l'avenir les barons du Mesnilbus lui rendent aveu. 
En 1516, François d'Harcourt, baron de Beuvron, de Creully et du Mesnilbus, épousa Françoise de Gaillon, fille de Guillaume de Gaillon, baron de Macy, Croisy, etc., et d'Anne de Brunelli.
Guy d'Harcourt, baron de Beuvron et du Mesnilbus, figura dans les guerres de Religion, et mourut dans le mois de juillet 1567. Il avait épousé, en l'année 1546, Marie de Saint-Germain, dame de Saint-Laurent-en-Caux, fille de Michel de Saint-Germain-l'Angot, de la maison d'Argences, et de Stevenotte Leveneur.
Pierre d'Harcourt, marquis de Beuvron, baron de Creully et du Mesnilbus, épousa, en 1578, Gillone de Matignon, fille de Jacques Goyon de Matignon, maréchal de France, et de Françoise de Daillon du Lude. Ce fut lui qui vendit la terre seigneuriale et la baronnie du Mesnilbus à Jean Hellouin (1575-1644), secrétaire du roi et trésorier de ses finances en la généralité de Caen. Jean Hellouin prit les titres de seigneur, patron et baron du Mesnilbus. Mais, comme il n'en avait point informé la Cour des aides, il fut inquiété, et ce ne fut qu'en 1606 qu'il fut maintenu dans ses titres. Ce dernier avait acheté en 1604, la charge de secrétaire du Roi (Henri IV) qui est anoblissante, et gagne ainsi la noblesse de robe en ajoutant à son nom celui de sa terre ; c'est ainsi que nait la famille de Ménibus. En 1627, il est trésorier de France au bureau des finances de Caen.
Jean Hellouin (1607-1678), son fils, sieur de Saint-Michel, devint seigneur et patron, baron du Mesnilbus, et sera, en 1627, l'un des vingt-deux secrétaires de Louis XIII, puis président de la Cour des Aides de Normandie. Il épousa Madeleine de la Mare.
Dans le cours des XVIe et XVIIe siècles, on continue à rencontrer comme seigneurs, patrons et barons du Mesnilbus, des membres de la famille Hellouin.
En 1676, la baronnie s’étendait sur les paroisses de Saint-Michel-de-la-Pierre avec les fiefs nobles de la Vauterie et de la Bigoterie, Saint-Aubin-du-Perron et Feugères et elle, en 1689, elle possédait trois moulins à eau et à blé, qui rapportaient au seigneur du lieu 800 livres de revenus.

### Révolution française et Empire
On trouve comme dame du Mesnilbus, en 1789, noble dame Françoise Renée de Carbonnel de Canisy, veuve de Louis de Busfille de Brancas, comte de Forcalquier.
Les habitants du Mesnilbus sont confrontés aux troubles de la Révolution française. À la suite d’un différend(voir page 33, note de bas de page du document cité en référence n°3) résultant de la conscription encore amplifiée pour lever des troupes en nombre suffisant pour lutter contre les troupes chouannes, le 15 mars 1792 la population, armée de bâtons partit pour demander des comptes à Claude-Arduin-Tristan Brision, curé doyen constitutionnel de Saint-Sauveur-Lendelin. Ce dernier, fut mis à mal et traîné dans la boue, accusé d’avoir constitué une liste des conscrits à sa guise. Une centaine de soldats et deux canons sont envoyés sur place. Un commissaire spécial du district de Coutances procède au tirage au sort. Sur demande de Jean-Baptiste Le Carpentier, l’administration départementale décide la suppression de la commune du Mesnilbus, où l’on avait sonné le tocsin pour s’attaquer à Brision, et le partage de son territoire entre ses voisines (rétablie en 1823). Dix personnes furent arrêtées mais remises en liberté sous caution, sauf une qui resta prisonnier à Coutances jusqu’à l’arrêté d’élargissement du représentant Ledot du 6 janvier 1795. La paroisse fut déclarée rebelle et rayée du nombre des paroisses de France.
L’église fermée par Le Carpentier fut dévastée, les cloches fondues ainsi que les cercueils de plomb des seigneurs des de Virville. Le territoire fut partagé entre les communes voisines : Montcuit, Saint-Aubin et Saint-Sauveur-Lendelin. Le très arriviste Brision ne poursuivit pas longtemps sa carrière de curé-jureur et s'orienta vers la carrière militaire où il atteint le grade d'adjudant-commandant (environ colonel) et la fonction de sous-inspecteur aux revues (intendance). Il obtint le titre de Chevalier d'Empire en 1813.
En 1823, la commune est recréée, à partir de Saint-Aubin-du-Perron, mais amputée de la Frémondière, de la Liotterie et l'Hôtel Es Gens.

### Période contemporaine

#### Première Guerre mondiale
Vingt-huit habitants de la commune sont morts pour la France durant la Première Guerre mondiale.

#### Seconde Guerre mondiale
Le 27 juillet 1944, Robert Lee Duffy (1923-2011) pilote américain d'un P-47 Thunderbolt, est touché par des tirs venus du sol en mitraillant des véhicules allemands. Il se parachute sain et sauf tandis que son avion s'écrase à la Scellerie. En 1992, on retrouva le moteur permettant l'identification du pilote. Depuis 1994, cette pièce de l'épave est visible dans un mémorial au centre du village.

#### XXIesiècle
La commune nouvelle de Saint-Sauveur-Villages est créée le 1er janvier 2019 après la fusion de Ancteville, Le Mesnilbus, La Ronde-Haye, Saint-Aubin-du-Perron, Saint-Michel-de-la-Pierre, Saint-Sauveur-Lendelin et Vaudrimesnil.

## Politique et administration
| Période                                  | Période       | Identité                  | Étiquette | Qualité                                       |
| ---------------------------------------- | ------------- | ------------------------- | --------- | --------------------------------------------- |
| 1823                                     | 1825          | Pierre Campain            |           |                                               |
| 1825                                     | 1831          | Jean Campain              |           |                                               |
| 1831                                     | 1855          | Jean Baptiste Poutrel     |           |                                               |
| 1855                                     | 1860          | Pierre Depériers          |           |                                               |
| 1860                                     | 1870          | Pierre Campain            |           |                                               |
| 1870                                     | 1878          | Pierre Marie              |           |                                               |
| 1878                                     | 1881          | Jean Baptiste Campain     |           |                                               |
| 1881                                     | 1883          | Jean Lecocq               |           |                                               |
| 1884                                     | 1892          | Laurent Frémond           |           |                                               |
| 1892                                     | 1919          | Jules Campain             |           | Agriculteur, conseiller général (1913 à 1936) |
| 1919                                     | 1925          | Pierre Robin              |           |                                               |
| 1925                                     | 1935          | Jules Campain (1855-1936) |           | Agriculteur conseiller général (1913 à 1936)  |
| 1935                                     | 1945          | Albert Frémond            |           |                                               |
| 1945                                     | 1965          | Alexandre Lamy            |           |                                               |
| 1965                                     | 1977          | Maurice Rihouey           |           |                                               |
| 1977                                     | 1994          | Jacques Monthulé          |           |                                               |
| 1994                                     | mars 2008     | Serge Lamy                | SE        |                                               |
| mars 2008                                | décembre 2018 | Hubert Rihouey            | SE        | Agriculteur                                   |
| Les données manquantes sont à compléter. |               |                           |           |                                               |

Le 1er janvier 2019, par arrêté préfectoral du 20 décembre 2018, Le Mesnilbus devient une commune déléguée au sein de la commune nouvelle de Saint-Sauveur-Villages. À l'issue des élections municipales de 2020, Saint-Sauveur-Villages sera représentée par vingt-neuf conseillers municipaux, répartis au prorata du nombre d’habitants, soit : douze pour Saint-Sauveur-Lendelin, quatre pour Vaudrimesnil, trois pour Le Mesnilbus, La Rondehaye et Ancteville, et deux pour Saint-Michel-de-la-Pierre et Saint-Aubin-du-Perron.
| Période                                  | Période      | Identité            | Étiquette | Qualité     |
| ---------------------------------------- | ------------ | ------------------- | --------- | ----------- |
| janvier 2019                             | juillet 2020 | Hubert Rihouey      | SE        | Agriculteur |
| juillet 2020                             | En cours     | Sabrina Champvalont | SE        | Ouvrière    |
| Les données manquantes sont à compléter. |              |                     |           |             |

## Démographie
L'évolution du nombre d'habitants est connue à travers les recensements de la population effectués dans la commune depuis 1831. À partir du 1er janvier 2009, les populations légales des communes sont publiées annuellement dans le cadre d'un recensement qui repose désormais sur une collecte d'information annuelle, concernant successivement tous les territoires communaux au cours d'une période de cinq ans. 
Pour les communes de moins de 10 000 habitants, une enquête de recensement portant sur toute la population est réalisée tous les cinq ans, les populations légales des années intermédiaires étant quant à elles estimées par interpolation ou extrapolation. Pour la commune, le premier recensement exhaustif entrant dans le cadre du nouveau dispositif a été réalisé en 2004,.
En 2021, la commune comptait 367 habitants, en évolution de +10,21 % par rapport à 2015 (Manche : +0,44 %, France hors Mayotte : +2,49 %).
| 1831 | 1836 | 1841  | 1846 | 1851 | 1856 | 1861 | 1866 | 1872 |
| ---- | ---- | ----- | ---- | ---- | ---- | ---- | ---- | ---- |
| 990  | 961  | 1 007 | 966  | 998  | 900  | 902  | 867  | 851  |

| 1876 | 1881 | 1886 | 1891 | 1896 | 1901 | 1906 | 1911 | 1921 |
| ---- | ---- | ---- | ---- | ---- | ---- | ---- | ---- | ---- |
| 857  | 741  | 706  | 651  | 583  | 557  | 505  | 480  | 412  |

| 1926 | 1931 | 1936 | 1946 | 1954 | 1962 | 1968 | 1975 | 1982 |
| ---- | ---- | ---- | ---- | ---- | ---- | ---- | ---- | ---- |
| 415  | 420  | 417  | 409  | 419  | 392  | 329  | 275  | 271  |

| 1990 | 1999 | 2004 | 2009 | 2014 | 2019 | 2021 | - | - |
| ---- | ---- | ---- | ---- | ---- | ---- | ---- | - | - |
| 266  | 261  | 259  | 275  | 324  | 349  | 367  | - | - |

## Culture locale et patrimoine

### Lieux et monuments
- Église Notre-Dame de l'Assomption des XIIe – XVIIe siècles. D'origine romane, dont la nef a conservé des pierres placées en épis. Fenêtres refaites, abside circulaire, crypte et baptistère pré-roman. Elle abrite un maître-autel du XVIIIe, une chaire à prêcher du XVIIIe, une sainte femme tenant un livre du XVIe et saint Cénéric du XIXe imploré pour les maladies de peau[9].
- La Chaire du Diable : pierre à légendes. Pierre en diorite dite de Coutances qui affleure en grande quantité dans les champs de la commune.
- Ancien presbytère du XVIIIe siècle.
- Croix de cimetière du XVIIe siècle.
- Ancienne cuve baptismale médiévale et calvaire du XXe siècle.
- Croix de chemin dite Croix Campain du XXe siècle.
- Oratoire avec Vierge à l'Enfant du XXe siècle.
- Stèle constituée du moteur de l'avion (Thunderbolt P-47) de Robert Lee Duffy (1923-2011), qui s'est écrasé dans un pré le 27 juillet 1944, et qu'il a inauguré en 1994.

### Héraldique
| Armes du Mesnilbus | Les armes de la commune de Le Mesnilbus se blasonnent ainsi : D'azur au chevron d'or, accompagné de trois étoiles du même en chef et d'un fer de lance d'argent en pointe. |